# 卡尔·斐迪南·科里

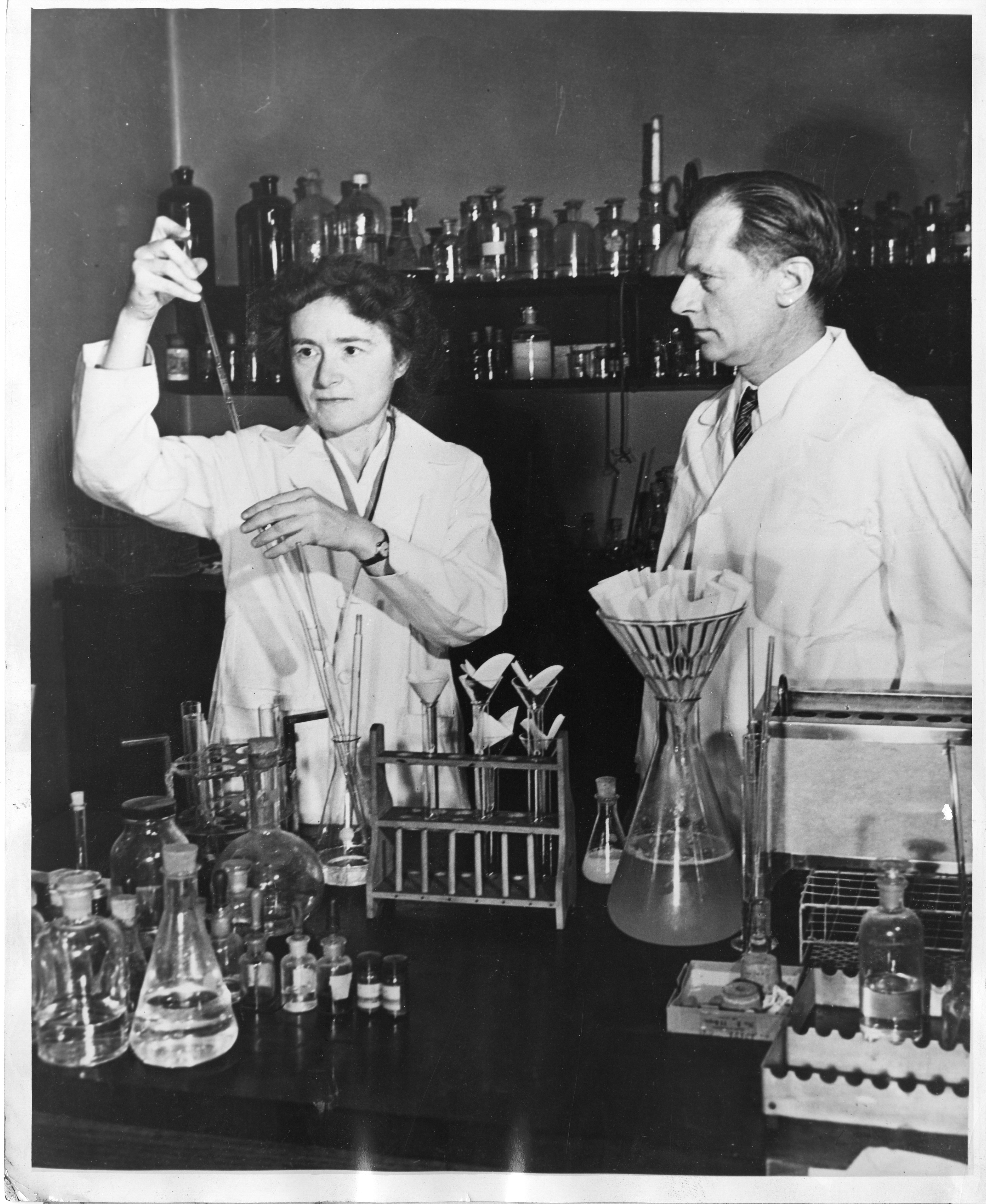
格蒂·科里与她的丈夫和共同诺贝尔奖得主,卡尔·斐迪南·科里, 1947年.

卡尔·斐迪南·科里（捷克語：Carl Ferdinand Cori，1896年12月5日—1984年10月20日），美国生物化学家。1947年他与妻子吉蒂·黛丽莎·柯里一起因发现糖代谢中的酶促反应而被授予诺贝尔生理学或医学奖。

## 生平
卡尔·弗迪南德·科里1896年12月5日出生在奥匈帝国的布拉格。他父亲CarlI．Cod博士是特列斯特海洋生物观测站的主任，科里在那里度过了他的童年，很早就被父亲领进了科学的世界。祖父Ferdinand Lippieh是一名理论物理学家，每年夏天他去祖父位于布拉格提洛尔的家，更加促进了他对科学的兴趣。
1914年他从特列斯特的大学预科(高中)毕业，进入布拉格的德国大学学习医学。第一次世界大战期间，他作为一名奥地利军队卫生团的中尉在意大利前线服役。回到大学之后他与未来的妻子吉蒂一起学习，并在1920年获得医学博士学位。他在维也纳大学、格拉茨大学做了一年时间的药理学研究员。1922年，他接受了美国纽约国家恶性病研究所生物化学家的职位，1931年被任命为位于圣路易斯的华盛顿大学医学院药理学教授，后来又成为生物化学的教授。
1947年，科里夫妇因发现糖代谢过程中垂体激素对糖原的催化作用，阿根廷科学家胡赛因研究脑下垂体激素对动物新陈代谢影响而共同获得获诺贝尔生理学或医学奖。
除了个人高水平的原创研究外，科里夫妇还对生物化学研究中心的同事们多有指导和鼓励，是他们灵感和力量的源泉。他们给《生物化学杂志》和其他学术期刊写过很多文章，先后成为美国生物化学学会、国家科学院、美国化学学会和美国哲学学会的会员，被联合授予“中西部奖”(美国化学学会)(1946年)，内分泌学的施贵宝奖(1947年)。此外，科里还是皇家学会(伦敦)、美国科学进展协会的会员，获得过Willard Gibbs奖(1948)，糖研究基金会奖(1947，1950)。他拥有西保留地大学(1946)、耶鲁大学(1946)、波士顿大学(1948)和剑桥大学(1949)的荣誉理学博士学位，是第四届国际生物化学大会的主席(维也纳，1958)。
卡尔·科里和吉蒂·黛丽莎·柯里1920年结婚，有一个儿子。1928年他们加入美国国籍。他们爱好户外运动。吉蒂·黛丽莎·柯里博士1957年10月26日去世，1960年卡尔·科里与AnneFitz—GeraldJones再婚。
卡尔·科里1984年10月20日逝世于美国麻薩諸塞州坎布里奇。

## 研究
科里夫妇绝大部分时间都合作进行研究工作。从学生时代起就对临床前研究充满兴趣。他们第一篇合著的论文是关于人血清补体的免疫学研究。在美国，他们首先研究了动物体内糖的代谢与胰岛素和肾上腺素的作用，证实了肿瘤在体外存在糖酵解。他们对糖类代谢的研究经历了整体动物、分离组织、组织提取物、分离酶和结晶的形式。
1936年他们分离得到了1一磷酸葡萄糖，即“科里酯”，并追踪到它的磷酸化酶的活性，可以催化多糖的分解和合成，使得在体外通过酶催化合成糖原和淀粉成为可能。接着，磷酸化酶和其他的酶类也得到了结晶。科里夫妇一直对激素的作用机制有浓厚的兴趣，对脑下垂体做过一些研究。他们观察到垂体切除大鼠的糖原有明显升高，而血糖则明显降低，伴随着葡萄糖氧化的增加。接着，他们通过激素对己糖激酶作用的研究，发现一些垂体提取物体内体外均能抑制这种酶，而胰岛素恰恰可以对抗这种抑制。